# 考察
考察，明朝考核文官的制度。又称大计。分京察、外察两种。洪武四年（1371）工部尚书朱守仁察山东莱州官吏，六年察举司官是否有过错，自此考察制度开始。